# تازه آباد بزن قران (مقاطعة ديواندرة)
تازه‌آباد بزن قران (بالفارسية: تازه‌آباد بزن قران) هي قرية تقع في قسم حسين‌آباد الشمالي الريفي (مقاطعة ديواندرة) في إيران. يقدر عدد سكانها بـ 330 نسمة بحسب إحصاء 2016.